# S.E.S.
S.E.S. (hangul: 에스.이.에스) är en sydkoreansk tjejgrupp bildad 1997 av SM Entertainment. Den upplöstes temporärt år 2002 men är aktiv igen sedan 2016. 
Gruppen består av de tre medlemmarna av Bada, Eugene och Shoo.

## Medlemmar
| Artistnamn   | Artistnamn | Födelsenamn   | Födelsenamn | Födelsedatum     |
| Romanisering | Hangul     | Romanisering  | Hangul      | Födelsedatum     |
| ------------ | ---------- | ------------- | ----------- | ---------------- |
| Bada         | 바다       | Choi Sung-hee | 최성희      | 28 februari 1980 |
| Eugene       | 유진       | Kim Yoo-jin   | 김유진      | 3 mars 1981      |
| Shoo         | 슈         | Yoo Soo-young | 유수영      | 23 oktober 1981  |

## Diskografi

### Studioalbum
| Albuminformation                                   | Topplacering          | Topplacering   |
| Albuminformation                                   | Sydkorea (Gaon Chart) | Japan (Oricon) |
| Koreanska                                          | Koreanska             | Koreanska      |
| -------------------------------------------------- | --------------------- | -------------- |
| I'm Your Girl - Släppt: 1 november 1997            | —                     | —              |
| Sea & Eugene & Shoo - Släppt: 27 november 1998     | —                     | —              |
| Love - Släppt: 29 oktober 1999                     | —                     | —              |
| A Letter from Greenland - Släppt: 22 december 2000 | —                     | —              |
| Choose My Life-U - Släppt: 14 februari 2002        | —                     | —              |
| Remember - Släppt: 2 januari 2017                  | 7                     | —              |
| Japanska                                           |                       |                |
| Reach Out - Släppt: 11 mars 1999                   | —                     | —              |
| Be Ever Wonderful - Släppt: 24 maj 2000            | —                     | —              |

### Singlar
| År        | Titel                   | Topplacering          | Topplacering   |
| År        | Titel                   | Sydkorea (Gaon Chart) | Japan (Oricon) |
| Koreanska | Koreanska               | Koreanska             | Koreanska      |
| --------- | ----------------------- | --------------------- | -------------- |
| 1997      | "I'm Your Girl"         | —                     | —              |
| 1997      | "Oh, My Love!"          | —                     | —              |
| 1998      | "Dreams Come True"      | —                     | —              |
| 1998      | "I Love You"            | —                     | —              |
| 1998      | "Shy Boy"               | —                     | —              |
| 1999      | "Love"                  | —                     | —              |
| 1999      | "Twilight Zone"         | —                     | —              |
| 2000      | "Show Me Your Love"     | —                     | —              |
| 2000      | "Be Natural"            | —                     | —              |
| 2001      | "Just in Love"          | —                     | —              |
| 2002      | "U"                     | —                     | —              |
| 2002      | "Just a Feeling"        | —                     | —              |
| 2002      | "S.II.S (Soul to Soul)" | —                     | —              |
| 2016      | "Love [story]"          | 22                    | —              |
| 2017      | "Remember"              | 48                    | —              |
| 2017      | "Paradise"              | —                     | —              |
| Japanska  |                         |                       |                |
| 1998      | "Meguriau Sekai"        | —                     | —              |
| 1998      | "I'm Your Girl"         | —                     | —              |
| 1999      | "Yume wo Kasanete"      | —                     | —              |
| 1999      | "T.O.P."                | —                     | —              |
| 1999      | "Sign of Love/Miracle"  | —                     | —              |
| 2000      | "Love"                  | —                     | —              |
| 2000      | "The Aurora"            | —                     | —              |
| 2000      | "Lovin' You"            | —                     | —              |